# Plectembolus quinqueflectus
Plectembolus quinqueflectus là một loài nhện trong họ Linyphiidae.
Loài này thuộc chi Plectembolus. Plectembolus quinqueflectus được Alfred Frank Millidge & Anthony Russell-Smith miêu tả năm 1992.